# 경안천로 (용인시)
경안천로는 용인시 처인구 중앙동부터 용인시 처인구 포곡읍 둔전리 둔전역삼거리를 잇는 길이 약 4.2km의 도로이다.

## 주요경유지
- 용인시 처인구 중앙동
- 동부동
- 유방동
- 포곡읍

## 노선
- (이름없음)
  - 국도 제42호선
(중부대로)
- 마평사거리
  - 금령로
- 김량대로사거리
  - 금학로
- 고진교사거리
  - 고진로
- 고진역삼거리
  - (처인대로)

간접연결: 국도 제45호선
(백옥대로)
- 유림교사거리
  - 한터로
- 임원마을사거리
  - 경안천로256번길
  - 경안천로258번길
- 인정프린스1차아파트삼거리
  - 금어로
- 체육공원삼거리
  - 둔전로
- 둔전역삼거리
  - 포곡로